# Systasis bato
Systasis bato är en stekelart som först beskrevs av Walker 1839.  Systasis bato ingår i släktet Systasis och familjen puppglanssteklar. Inga underarter finns listade i Catalogue of Life.